# Puig de Calmelles
El Puig de Calmelles, o de la Calmella, és una muntanya de 735,5 m alt situada a cavall dels termes municipal de la Jonquera, a l'Alt Empordà, i comunal de Morellàs i les Illes, en el seu antic terme de Riunoguers, al Vallespir.
És a l'extrem nord-occidental del terme de la Jonquera i al sud-oriental del de Morellàs i les Illes i del de l'antic terme de Riunoguers. Es troba al sud-oest del Pla Capità i al nord-est del Pla de les Bateries, o Pla del Perer.
Al capdamunt d'aquesta muntanya es troba el vèrtex geodèsic de l'IGN de l'estat espanyol número 305075001. El vèrtex va ser creat i emprat per Méchain el 1793 per a les triangulacions necessàries que va fer junt amb Delambre, i els seus respectius equips, per a determinar la mesura del Meridià, i així poder definir el metre. Des d'aquest cim Méchain va triangular cap a Puig de l'Estela i el Puig de Burgarag.